# Jean-Jacques Abrahams
Pour les articles homonymes, voir Abrahams.
Jean-Jacques Abrahams (Etterbeek, 18 décembre 1935 - Bruxelles, 15 mai 2015) est un avocat belge, surnommé « l'homme au magnétophone ».

## Biographie
Réfugié aux États-Unis avec ses parents entre 1940 et 1945, puis de retour à Bruxelles, dès l’âge de quatorze ans, Abrahams est envoyé chez un psychiatre, Jean-Louis van Nypelseer. Après des années de thérapie et un diplôme de droit, en novembre 1967, Abrahams décide d'apporter un magnétophone durant une séance. Il demande au thérapeute de rendre compte au micro de sa méthodologie et du fait qu’elle n’a, selon lui, pas du tout été bénéfique. Cependant, pendant que l'appareil d'enregistrement fonctionne, le médecin refuse de parler. Abrahams met ensuite fin à l'enregistrement lorsque l'analyste se met à appeler à l'aide et le menace de contacter la police. Il décide de le faire interner d'office dans le service psychiatrique de l'hôpital Bruggman, d'où Abrahams parvient à s'échapper.
Cette confrontation entre Abrahams et son thérapeute a été reprise par les partisans et les opposants de la psychiatrie et de la psychanalyse. En avril 1969, Jean-Paul Sartre publie dans Les Temps modernes une transcription de cet échange, accompagné d'un essai dans lequel Sartre défend sa publication et de deux contre-réponses de ses collègues contributeurs, Jean-Bertrand Pontalis et Bernard Pingaud. Peu de temps après la publication du « Dialogue psychanalytique » qui provoque une rupture au sein du comité de rédaction de la revue, Pontalis et Pingaud quittent Les Temps modernes.
En septembre 1969, Abrahams diffuse l'enregistrement en marge du programme du Centre d'art et de communication d'Anvers A37 90 89, tandis que Marcel Broodthaers inaugure son Musée d'art moderne / Département des Aigles / Section XVIIe siècle.
En 1972, l'enregistrement est diffusé par France Culture. La même année, Gilles Deleuze et Félix Guattari rapportent le choc entre Abrahams et son analyste dans L'Anti-Œdipe. En janvier 1976, la revue Tel Quel publie à son tour le dialogue. En février suivant, est publié L'Homme au magnétophone sous le nom d'Abrahams, prenant la forme d'une pièce en un acte et deux scènes, aux éditions Le Sagittaire, premier volume de la collection « Contre-Attaque » dirigée par Gérard Guégan et Raphaël Sorin. Dans un article suivant la publication, le quotidien français Le Monde place « l'homme au magnétophone » au rang des grands cas de la psychanalyse, avec « l'Homme aux loups » et « l'Homme aux rats ». Dans les années qui ont suivi, le livre d’Abrahams a été traduit en allemand, en italien et en portugais.
Abrahams a exercé la profession d'avocat à Bruxelles, ville où il est mort en 2015.